# Plutokracija
Plutokracija (iz starogrčkog: πλουτοκρατία plutokratía od πλουτος Plutos =bogatstvo "i κρατείν kratein ="vladati") je oblik vladavine u državi, u kojoj je pravilo da imovina ili povećano materijalno bogatstvo legitimira vlast.
Politička prava se dodjeljuju na temelju prihoda. Plutokracija je oblik oligarhije. 
U plutokratskom sustavu postoji visok stupanj socijalne nejednakosti a javne funkcije općenito su dostupne samo materijalno bogatim osobama.